# Alfred Xuereb
Alfred Xuereb (ur. 14 października 1958 w Victorii) – maltański duchowny katolicki, arcybiskup, osobisty sekretarz papieża Benedykta XVI, a następnie Franciszka. Nuncjusz apostolski w Korei i Mongolii w latach 2018–2023. Nuncjusz apostolski w Maroku od 2023. 

## Życiorys
Studiował filozofię i teologię na Malcie i 26 maja 1984 otrzymał święcenia kapłańskie.
W 1989 obronił doktorat z teologii w Papieskim Wydziale Teologicznym i Papieskim Instytucie Duchowości Teresianum, broniąc pracę doktorską na temat Il mistero pasquale nella vita cristiana Biblica, liturgica e prospettive teologico-spirituali alla luce degli insegnamenti del Concilio Vaticano II (Misterium paschalne w życiu chrześcijańskim biblijnym, liturgicznym i perspektywy teologiczno-duchowe w świetle wskazań soboru watykańskiego II). Następnie powrócił do służby duszpasterskiej w swoim kraju.
Powrócił do Rzymu w 1991 jako sekretarz rektora Papieskiego Uniwersytetu Laterańskiego. W latach 1995–2000 był pracownikiem Sekretariatu Stanu Stolicy Apostolskiej. Od 2000 pracował w Prefekturze Domu Papieskiego.
9 września 2003 papież Jan Paweł II nadał mu tytuł Prałata honorowego Jego Świątobliwości.
We wrześniu 2007 został drugim osobistym sekretarzem Benedykta XVI (obok ks. Georga Gänsweina), zastępując Mieczysława Mokrzyckiego po jego nominacji na arcybiskupa lwowskiego. Odtąd towarzyszył papieżowi w jego podróżach.
20 marca 2013 został pierwszym sekretarzem osobistym papieża Franciszka. Pełnił tę funkcję do kwietnia 2014 kiedy to został sekretarzem rady ds. ekonomicznych.
26 lutego 2018 papież Franciszek mianował go nuncjuszem apostolskim w Korei i Mongolii oraz arcybiskupem tytularnym Amantei. Święcenia biskupie otrzymał 19 marca 2018 w bazylice św. Piotra w Rzymie. Głównym konsekratorem był papież Franciszek.
8 grudnia 2023 papież Franciszek przeniósł go na urząd nuncjusza apostolskiego w Maroku. 
Od 2009 jest członkiem Zakonu Maltańskiego.

## Odznaczenia
- Komandor Orderu Chrystusa (Portugalia, 2010)[6]